# Thomas van Stakenbroeck
Thomas van Stakenbroeck (of: Thomas van Stakenbroek, Thomas van Staekenbroek) was een militair in dienst van de Staatse troepen. Hij was heer van Sleeuwijk en Berkenbos, luitenant-generaal van de Cavalerie en gouverneur van Grave. Van Stakenbroeck was als militair nauw betrokken bij het Beleg van Grol (1627) en het Beleg van 's-Hertogenbosch (1629) door Frederik Hendrik van Oranje-Nassau.
In 1591 werd hij Ritmeester van het Van Stakenbroeck der Cavalerie, in 1626 ontving hij de titel Luitenant-Generaal. 
In 1617 kocht hij het Kasteel Croy, om het in 1621 aan Gerard van Vladeracken te verkopen. In 1641 kocht hij het Huis Lichtenberg te Woudenberg, en trachtte daaraan het ridderschap te ontlenen. Blijkens de Commissieboeken van de Raad van State is hij in 1644 komen te overlijden. In 1646 werd het huis verkocht door zijn douairière.
In 1598 huwde hij Walburg van den Broucke. Zij kregen de kinderen Rudolf en Lucresse van Stakenbroeck.
In juli 1627 had Van Stakenbroeck de leiding over een aanval op Spaanse verdedigingswerken in het westen van Gelderland. Een gecoördineerde aanval van een grote groep ruiters van de cavalarie samen met 800 man infanterie, ondernamen een aanval op Spaanse redoutes nabij Arcen. De Spanjaarden werden compleet verrast; enkelen werden gedood en meer dan 190 werden gevangengenomen.